# Jerry Maguire
Jerry Maguire (v anglickém originále Jerry Maguire) je americká romantická filmová komedie z roku 1996. Film natočil podle vlastního scénáře Cameron Crowe. Hlavní role ve filmu ztvárnili Tom Cruise, Cuba Gooding, Jr., Renée Zellweger, Kelly Prestonová a Jerry O'Connell.  Snímek se zaměřuje na Jerryho cestu od úspěšného agenta k hledání vlastního smyslu života a lásky. 

## Obsah
Jerry Maguire je špičkovým sportovním agentem, kterého kolegové obdivují, ale někteří mu tajně závidí jeho úspěch. To všechno platí jen do chvíle jakéhosi prozření na konferenci v Miami, kde Jerry sepíše několikastránkové prohlášení, v němž se zabývá etickou stránkou své profese. Pak už jde všechno s kopce. Jerry je vyhozen z práce a bývalí kolegové se k němu obracejí zády. Nakonec zastupuje jediného klienta, jímž je nepříliš známý hráč profesionálního fotbalu Rod Tidwell. Skutečnou oporou v práci se Jerrymu stává sympatická mladá učetní Dorothy, matka šestiletého Raye. Boj o všechno, na čem mu záleží, ale teprve začíná...

## Ocenění
Cuba Gooding, Jr. získal za roli v tomto filmu Oscara a cenu Screen Actors Guild Award. Tom Cruise za svou roli získal Zlatý glóbus. Film dále získal nominace na další čtyři Oscary, dva Zlaté glóby a dvě ceny Screen Actors Guild Award.

## Obsazení
| Tom Cruise        | Jerry Maguire  |
| Cuba Gooding, Jr. | Rod Tidwell    |
| Renée Zellweger   | Dorothy Boyd   |
| Kelly Prestonová  | Avery Bishop   |
| Jerry O'Connell   | Frank Cushman  |
| Jay Mohr          | Bob Sugar      |
| Regina Kingová    | Marcee Tidwell |
| Bonnie Hunt       | Laurel Boyd    |
| Jonathan Lipnicki | Ray Boyd       |
| Eric Stoltz       | Ethan Valhere  |
| Beau Bridges      | Matt Cushman   |
| Roy Firestone     | sebe           |

Ve filmu se objevuje také řada známých sportovních osobností a komentátorů, kteří dodávají příběhu autenticitu. 
Cameron Crowe původně napsal scénář pro Toma Hankse. Nicméně psal scénář tak dlouho, že v době, kdy byl film připraven k natáčení, se mu zdálo, že Hanks je na roli příliš starý.